# Liste der Baudenkmale in Krugsdorf
In der Liste der Baudenkmale in Krugsdorf sind alle denkmalgeschützten Bauten der vorpommerschen Gemeinde Krugsdorf und ihrer Ortsteile aufgelistet. Grundlage ist die Veröffentlichung der Denkmalliste des Kreises Uecker-Randow mit dem Stand vom 1. Februar 1996. 

## Baudenkmale nach Ortsteilen

### Krugsdorf
| ID | Lage                          | Bezeichnung                                                | Beschreibung | Bild           |
| -- | ----------------------------- | ---------------------------------------------------------- | --- | -------------- |
|    | (Karte)                       | ehem. Funkstation mit Funkhaus I, Funkhaus II und Wohnhaus | |                |
|    | (Karte)                       | Kirche mit Friedhofsmauer                                  | Fachwerkbau von um 1600 mit 3-seitig. Ostschluss und Dachturm mit geschweifter Haube; Innen: Tafelgemälde von um 1600                                                                                                   | Weitere Bilder |
|    |                               | Kriegerdenkmal                                             | |                |
|    | Schulstraße 3 (Karte)         | Schule                                                     | |                |
|    | Zerrenthiner Straße 2 (Karte) | ehem. Gutshaus                                             | Neubarocker, 2-gesch. Putzbau im Landhausstil von 1924 mit mittl. Zwerchgiebel, Walmdach und Dachreiter, 1992–1999 und ab 2010 Hotel; Gut der Familien von Eickstedt (ab 1579), Heuer (1898–1918) und Hintze (bis 1945) | Weitere Bilder |
|    | Zerrenthiner Straße (Karte)   | Stall und Speicher                                         | |                |

## Quelle
- Bericht über die Erstellung der Denkmallisten sowie über die Verwaltungspraxis bei der Benachrichtigung der Eigentümer und Gemeinden sowie über die Handhabung von Änderungswünschen (Stand: Juni 1997)